# Các trận lũ lớn ở Miền Bắc Việt Nam
Lưu vực và các khu vực ven sông Hồng đã xảy ra hai trận lũ đặc biệt lớn vào tháng 8/1945 và tháng 8/1971, đã gây ra vỡ đê nhiều nơi. Trận lũ năm 1971 được ghi nhận là trận lũ lớn nhất trong vòng 100 năm qua ở sông Hồng. Tổng hợp lại có các trận mưa lớn dài ngày, lũ lớn và lụt rộng khắp hoặc cục bộ xảy ra.

## Thế kỷ 20

### 1913
Tháng 8, trên hệ thống sông Hồng, Thái Bình, xảy ra lũ lớn cả miền núi, trung du và đồng bằng, gây vỡ đê ngập lụt trên diện rộng ở đồng bằng Bắc Bộ. Ngày 9/8/1913, khi lũ tại Hà Nội là 11,35 m đã vỡ đê sông Hồng, đoạn ở tỉnh Vĩnh Phúc trên 2 đoạn phía tả ngạn tại Nhật Chiên, Cẩm Viên và Hải Bối, Yên Hoa thuộc Phúc Yên; vỡ đê Phu Chu thuộc tỉnh Thái Bình. Ngày 14/8, khi lũ Hà Nội xuống mức 10,69 m vẫn vỡ đê Lương Cổ, tả ngạn sông Đáy thuộc tỉnh Hà Nam. Ngày 17/8, vỡ đê Phương Độ, Sơn Tây phía hữu ngạn sông Hồng khi mực nước Hà Nội là 11,11m. Ngày 18/8, vỡ đê Nghĩa Lộ phía hữu ngạn thuộc tỉnh Hà Nam, khi mực nước Hà Nội 11,03 m. Ngày 19/8, vỡ đê Quang Thừa, Lỗ Xá sông Đáy phía hữu ngạn thuộc tỉnh Hà Nam, khi mực nước Hà Nội 10,99m. Nước lũ làm ngập gần hết tỉnh Vĩnh Phúc (cũ), một phần Hà Tây, Nam Định, Hà Nam, Thái Bình và Bắc Ninh. Tổng diện tích lúa bị ngập là 307.670 ha, trong đó mất trắng 118.640 ha. Lụt đã gây tổn thất nhiều tài sản và nhà cửa, hầu hết các đường giao thông 1A, 2, 3, 10, 11A, 13A, 18; đường sắt Hà Nội - Hải Phòng bị ngập đoạn gần thị xã Hải Dương.

### 1915
Tháng 8/1915, đê bị vỡ liên tiếp 42 chỗ với tổng chiều dài 4180 m (từ 11 - 20/7/1915 khi mực nước Hà Nội dao động từ 11,55 - 11,64m). Đỉnh lũ hoàn nguyên tại Hà Nội là 12,92m. Những nơi vỡ chính như: Xâm Dương, Xâm Thị đê hữu sông Hồng thuộc tỉnh Hà Đông. Các chỗ vỡ khác như Lục Cảnh, Hoàng Xá, Trung Hà tỉnh Phúc Yên; Phi Liệt, Thủy Mạo tỉnh Bắc Ninh. Đê tả sông Hồng, vỡ ở: Mễ Chân tỉnh Hưng Yên; Gia Quất, Gia Thượng, Phú Tòng, Yên Viên, Đông Thụ, Danh Nam tỉnh Bắc Ninh và một số chỗ khác trên sông Phó Đáy, Đuống và sông Đáy,...
Lũ làm ngập lụt toàn bộ các tỉnh hữu ngạn sông Hồng như Hà Nội, Hà Đông, Hà Nam, Nam Định và phía tả ngạn: toàn bộ tỉnh Bắc Ninh, một phần tỉnh Vĩnh Phúc và vùng Bắc Hưng Hải ở phía bắc đường quốc lộ 5. Lụt đã uy hiếp Hà Nội, Hà Đông và Nam Định. Đường xe điện Hà Nội- Hà Đông phải ngừng chạy. Nhà máy dệt Nam Định phải ngừng hoạt động. Các đường Quốc lộ 1, 2, 3, 5, 6, 11A và các đường liên tỉnh đều bị ngừng trệ. Diện tích đất canh tác bị ngập lên tới 325.000 ha, trong đó mất trắng 221.000 ha lúa.

### 1917
Không có chi tiết về trận lũ này.

### 1926
Ngày 29/7, khi mực nước Hà Nội lên tới 11,93 m thì vỡ đê tả ngạn sông Hồng vùng Gia Quất, Ái Mộ, Gia Lâm tỉnh Bắc Ninh; vỡ đê hữu ngạn sông Luộc tại Hạ Lao, Văn Quán tỉnh Thái Bình; vỡ đê tả ngạn sông Luộc tại Bô Dương, tỉnh Hải Dương. Tổng diện tích đất canh tác bị ngập lụt do vỡ đê khoảng 100.000 ha.

### 1945
Lũ to với mực nước thực đo tại Hà Nội là 12,68 m và mực nước hoàn nguyên là 14,05 m. Ngày 16/8, khi mực nước Hà Nội lên tới mức 11,45 m thì đê phía hữu ngạn sông Thao bị vỡ ở khu vực huyện Lâm Thao. Đến 13/9, hầu hết các tuyến đê sông Đà, Thao, Lô, Hồng, Phó Đáy, Đáy, Đuống, Cầu, Thái Bình và đê sông Hoá đều bị vỡ. Tổng cộng có 52 chỗ vỡ, gây ngập lụt 11 tỉnh, không kể các tỉnh trung du và miền núi. Tổng diện tích đất canh tác bị ngập lụt là 312.000ha. Hàng triệu dân vùng đồng bằng bị ảnh hưởng trực tiếp của ngập lụt. Thiệt hại tương đương với 14,3 triệu tấn thóc.

### 1964
Năm 1964 được coi là trận lụt lịch sử , mực nước đâng cao đến 3m.

### 1968
Tháng 8, Bắc Bộ chịu ảnh hưởng liên tiếp của 2 cơn bão, số 3 đổ bộ vào Quảng Ninh hồi 22h ngày 7/8/1968 và bão số 4 vào Văn Lý, Nam Định ngày 14/8/1968. Mưa bình quân lưu vực sông Hồng là 278 mm. Mưa tại Sa Pa là 533 mm, Yên Bái 544 mm.
Lũ đặc biệt lớn, kéo dài nhiều ngày trên báo động 3 xảy ra ở sông Hồng và Thái Bình. Đỉnh lũ tại Hà Nội là 12,23 m, vượt báo động 3 là 0,73 m, duy trì trên báo động 3 trong 4 ngày. Mưa, lũ đặc biệt lớn kết hợp với nước biển dâng do gió bão và mưa lớn nội đồng đã uy hiếp nghiêm trọng hệ thống đê sông ở đồng bằng và đê biển: đê bối hữu ngạn sông Thao bị vỡ nhiều đoạn, nặng nhất là đoạn Vực Trường phía trên Phú Thọ 1 km và tràn, vỡ nhiều chỗ vùng Tam Nông, Thanh Thủy dưới Phú Thọ; ngày 14/8, tràn, vỡ đê tả ngạn sông Hồng thuộc huyện Yên Lãng, Yên Lạc, Vĩnh Tường; 1h ngày 16, vỡ đê bối Khuyến Lương, Thanh Trì, Hà Nội. Trên hệ thống đê Thái Bình: ngày 13,14/8, nhiều đoạn đê bối, đê địa phương bị tràn vỡ như đoạn Thanh Hà, Chi Nhị, Lai Nguyễn, Cao Đức, Ba Xã, Ba Tổng, Chí Linh, Phú Lương và Yên Dũng; ngày 15, vỡ đê Nam Đồng tỉnh Hải Dương, Tân Biển tỉnh Bắc Giang. Mưa, lũ lụt lớn trên sông Hồng và Thái Bình đã gây thiệt hại rất nghiêm trọng. Tổng diện tích úng lụt ở đồng bằng Bắc Bộ là 214,854 ha lúa.

### 1969
từ ngày 6 - 17/8: mưa lớn từ 400 – 500 mm ở thượng nguồn sông Đà, sông Hồng, sông Lô. Trên sông Hồng - Thái Bình xảy ra lũ rất lớn, trên mức báo động 3. Mực nước đỉnh lũ tại Hà Nội là 13,22 m (13h/18/8) vượt báo động 3 là 1,72m, thời gian duy trì trên báo động 3 tới 10 ngày. Đỉnh lũ tại Phả Lại là 6,48m (5h/20), vượt báo động 3 là 0,98 m, thời gian duy trì mức lũ trên báo động 3 là 11 ngày. Xảy ra vỡ đê bối, phân lũ sông Đáy và diện ngập lụt. Khi mực nước Hà Nội lên 13,1 m, đã mở cống Vân Cốc phân lũ vào sông Đáy, lưu lượng ban đầu là 600 m3/s, lưu lượng phân lũ lớn nhất đạt 1700 m3/s. Lũ lớn đã làm tràn vỡ hầu hết các đê bối hạ lưu sông Thao, Hồng và Thái Bình. Lúc 13h ngày 14, vỡ đê bối Cự Khối, Tàm Xá phía đê tả, dưới Hà Nội; lúc 1h ngày 16, vỡ đê bối Thanh Trì; lúc 2h ngày 18, vỡ đê bối Văn Giang, Hưng Yên; lúc 17h ngày 17, vỡ đê Châu Cầu gần cửa ra sông Đuống. Vỡ đê bối kết hợp với mưa lớn nội đồng làm tổng diện tích ngập lũ và úng ở đồng bằng Bắc Bộ lên đến 95.782 ha, trong đó Hà Nội 12.170 ha, Hà Tây và Hòa Bình 19.912 ha, Hải Dương và Hưng Yên 32.260 ha và Nam Hà 31.440 ha.

### 1971
Mưa lớn nhiều ngày, nước trên các triền sông dâng rất cao. Áp lực nước tăng nhanh, gây nguy cơ vỡ đê. Lụt khắp miền Bắc Việt Nam. Đây là trận lụt thuộc loại lớn nhất thế kỷ 20.

### 1978
Mưa lớn, mức kỷ lục năm 1978 là 318 mm. Đê hữu sông Hoàng Long bị tràn vỡ 5 đoạn: ở làng Sui, làng Môi, Đồi 94, Đập Lạc Khoái, Văn Trình với tổng chiều dài 565m, sâu từ 1,3 - 1,8 m. Đê tả Hoàng Long bị vỡ đoạn Đầm Cút, dài 240 m, sâu 1,2 m. Lụt, úng gây thiệt hại nghiêm trọng Hà Sơn Bình, Hà Nội, đặc biệt là Hà Nam Ninh: 21 xã bị ngập lụt; 3 người chết, 50.000 người phải sơ tán khỏi vùng ngập sâu; ngập và hư hại 13.000 ngôi nhà,.... Tổng diện tích ngập lụt úng là 96.000ha, trong đó lúa bị mất trắng là 48.000ha

### 1984
Mưa lớn và lụt ở Hà Nội. Mưa lớn trên diện rộng vào tháng 11/1984; gây ngập nước tràn lan trong nội thành Hà Nội. Mức kỉ lục mưa ghi nhận được năm 1984 là 394 mm.

### 1986
Tháng 7/1986: Lũ đặc biệt lớn đã gây sạt lở, tràn, vỡ nhiều đê bối, đê địa phương thuộc các tỉnh thành như Vĩnh Phú, Hà Sơn Bình, Hà Nội, Hà Bắc, Hải Hưng, Hà Nam Ninh... Mưa, lũ gây thiệt hại nhiều cho các tỉnh miền núi và trung du như: Hà Tuyên, Thái Nguyên, Lạng Sơn, Cao Bằng, Lai Châu, Quảng Ninh, Vĩnh Phú và Hà Sơn Bình. Hàng chục ngàn hecta lúa và hoa màu bị ngập và mất trắng. Nhiều đoạn đường quốc lộ bị ngập, sạt lở và trôi đá. Nhiều hồ chứa, đập đất địa phương bị tràn, vỡ do lũ cao. Lũ lụt làm chết 121 người; sập, trôi 491 nhà; ngập 12.571 nhà.

### 1996
Lụt ở miền Bắc. Nước sông dâng cao nhiều ngày, nước ứ đọng trong nội thành gây ngập lụt ở nhiều điểm.

## Thế kỷ 21

### 2002
Lụt ở Hà Nội. Mưa lớn nhiều ngày trong khoảng tháng 8. Hệ thống cống thoát đang cải tạo dở dang nên càng không thoát nước nổi, gây ngập úng trong nội thành suốt nhiều ngày liên tục.

### 2008
Ngập trên diện rộng, rất sâu do mưa liên tục với cường độ lớn từ đêm 30/10/2008 trở đi.

### 2024
Đầu tháng 9 năm 2024, miền Bắc Việt Nam đã xảy ra lũ lụt do ảnh hưởng của bão số 3. Cơn bão này được đánh giá đây là "mạnh nhất trong 30 năm qua" trên Biển Đông và trong 70 năm qua trên đất liền, với nhiều đặc điểm "chưa từng có tiền lệ" gây thiệt hại nghiêm trọng về người và tài sản. Ngày 17 tháng 9, thống kê sơ bộ cho thấy đã có 329 người thiệt mạng và mất tích, khoảng 1.929 người bị thương; khoảng 234.700 căn nhà, 1.500 trường học và nhiều công trình hạ tầng bị sập đổ, hư hại cùng 726 sự cố đê điều đã xảy ra. Ngày 18 tháng 9 năm 2024, tổng thiệt hại về tài sản do bão số 3 gây ra được thống kê ước tính sơ bộ trên 50.000 tỉ đồng.